# Mare Humboldtianum
Das Mare Humboldtianum (Lat. „Humboldt-Meer“) ist ein Mondmeer des Erdmondes innerhalb des Humboldtianum-Beckens östlich des Mare Frigoris. 
Es befindet sich auf den selenographischen Koordinaten 56,8° N, 81,5° E und weist einen Durchmesser von 273 km auf. 
Namensgeber war Johann H. Mädler, der das Meer nach Alexander von Humboldt in Anerkennung von dessen Erforschung unentdeckter Landstriche benannte. 
Es handelt sich um eines von nur zwei Maria, die nach Personen benannt wurden (neben Mare Smythii).